# 比塔科韋奧澤羅
49°23′48″N 33°7′16″E / 49.39667°N 33.12111°E
比塔科韋奧澤羅（烏克蘭語：Битакове Озеро），是烏克蘭中部的村莊，隸屬波爾塔瓦州的克雷門丘克區。該村處於克里瓦魯達河畔，距離錫多雷2公里，面積1.04平方公里，海拔高度96米，2001年人口58。